# Petr Kouba
Petr Kouba (* 28. ledna 1969 Praha) je český trenér a bývalý fotbalista a mnohonásobný reprezentant. Jedná se o syna českého fotbalového brankáře a stříbrného medailisty z Mistrovství světa v Chile 1962 Pavla Kouby. Za reprezentaci hrál poprvé v roce 1991 a na EURO 1996 získal stříbrnou medaili. V reprezentaci odehrál celkem 40 zápasů.

## Kariéra
- 1988–1990: Bohemians Praha
- 1990–1996: AC Sparta Praha
- 1996–1997: Deportivo de La Coruña
- 1997–1998: 1. FC Kaiserslautern
- 1998–1999: FK Viktoria Žižkov
- 1999–2001: Deportivo de La Coruña
- 2001–2002: FK Jablonec 97
- 2002–2005: AC Sparta Praha

## Současnost
Petr Kouba je v současné době patronem Fotbalové akademie Petra Kouby. Je také trenérem gólmanů v reprezentaci do 21 let.
„Neexistuje jiná sportovní pozice vyžadující takovou kombinaci preciznosti, dokonalosti a vůdcovství. K tomu odvaha, jistota a někdy i bláznovství vystihují fotbalového brankáře, bezpochyby jednu z nejnáročnějších sportovních pozic.“